# Carlo Francesco Giocoli
Carlo Francesco Giocoli (Sant'Arcangelo, 4 novembre 1664 – Napoli, 14 dicembre 1723) è stato un vescovo cattolico italiano.

## Biografia
Nacque dal dottore in legge Mario Giocoli e dalla nobildonna Anna Fortunato, sorella del vescovo Orazio Fortunato. Frequentò il seminario a Nardò, diocesi nella quale suo zio era vescovo dal 1678. Studiò quindi diritto civile a Napoli e divenne dottore in legge a Roma.
Consacrato presbitero nel 1688, ricevette l'incarico di vicario generale del vescovo Antonio Perez della Lastra a Gallipoli. Nel 1703 (il 16 luglio o il 25 maggio, a seconda delle fonti) papa Clemente XI lo nominò vescovo di San Severo, di cui resse la diocesi fino al 15 marzo 1717.
Un'epigrafe del 1703 ricorda la consacrazione del convento di San Rocco, dei padri riformati di Sant'Arcangelo.
Nel 1710 celebrò il battesimo di don Raimondo di Sangro, futuro principe di San Severo.
Il 15 marzo del 1717 fu nominato vescovo di Capaccio. Già sofferente di gotta, morì a Napoli il 14 dicembre 1723 e fu sepolto nella chiesa di Santa Caterina a Chiaia.

## Genealogia episcopale
La genealogia episcopale è:
- Cardinale Sperello Sperelli
- Vescovo Carlo Francesco Giocoli